# James Hetfield
James Alan Hetfield (Downey, 3 augustus 1963) is een Amerikaans metalartiest. Hij is vooral bekend als de leadzanger en slaggitarist van de Amerikaanse metalband Metallica. Hij richtte de band samen met Lars Ulrich op in 1981. Voor Metallica speelde hij in de bands Obsession, Leather Charm en Phantom Lord.

## Biografie
James Hetfield startte samen met Lars Ulrich de band toen hij antwoordde op een advertentie die Lars in de lokale krant had geplaatst. Hun eerste ontmoeting verliep niet geweldig; James was niet onder de indruk van de drumkunsten van Lars, mede omdat de bekkens van zijn bont samengestelde drumkit steeds op de grond vielen wanneer hij ze aanraakte. Schoolvriend Mats Koppers overtuigde James om een band te beginnen, toen Lars een plaats kreeg aangeboden voor een nummer op het metalcompilatiealbum Metal Massacre.
Hij heeft meerdere ongevallen gehad, die er voor zorgden dat een of meer optredens uitgesteld moesten worden. Zo was er op 8 augustus 1992 een ongeval in Montreal dat hem bijna fataal geworden is, toen hij naast een vier meter hoge vlam ging staan en hij zijn linkerarm, linkerhand en het linker deel van zijn gezicht verbrandde. Daarnaast heeft hij sinds een ongeluk met een jetski in 2000 last van rugklachten. Kid Rock viel in voor James Hetfield om de zang over te nemen voor Enter Sandman, Sad But True en Nothing Else Matters, ook gebruikte hij de draaitafels bij Fuel voor drie shows.
Hetfield staat erom bekend dat hij een flink alcoholprobleem had. Hij liet zich opnemen in een afkickcentrum in 2001. Veel van zijn frustraties uit deze moeilijke tijd heeft hij geuit in het album St. Anger (2003). Het proces van de opnames voor dit album, en de invloed die James' alcoholmisbruik (en zijn periode van afkicken) had op de band zijn vastgelegd in de documentaire Some Kind of Monster.

## Trivia
- James Hetfield is een personage in het de videogame Tony Hawk's Pro Skater HD.